# Pitodorida del Ponto
Pitodorida o Pitodoride del Ponto (greco Πυθοδωρίδα o Πυθοδωρίς) (30 a.C. / 29 a.C. – 38 d.C.) fu una sovrana, regina cliente romana di Ponto e poi di Cappadocia.

## Origini e prima fase della vita
Pitodorida è anche nota come Pitodoride I e Panto Pitodorida (Πάντος Πυθοδωρίδα). Secondo un'iscrizione onorifica a lei dedicata ad Atene (Grecia), nel tardo I secolo a.C., il suo titolo regale era Regina Pitodorida Filometore (in greco ΒΑΣΙΛΙΣΣΑ ΠΥΘΟΔΩΡΙΔΑ ΦΙΛΟΜΗΤΩΡ). Filometore significa "che ama la madre" e questo titolo viene associato con i faraoni greci e le regine della dinastia tolemaica dell'Antico Egitto.
Pitodorida era nata e cresciuta a Smirne, nell'attuale Turchia. Era la figlia unica di Pitodoro di Tralles, un ricco greco anatolico, amico del defunto triumviro Pompeo, e di Antonia. Pitodorida era per metà romana e per metà greca anatolica. Era omonima di suo padre.
I nonni materni erano il triumviro romano Marco Antonio e Antonia Ibrida Minore, che erano primi cugini paterni, tuttavia i nonni paterni di Pitodorida sono sconosciuti. Pitodorida sembra essere la nipote nata primogenita del triumviro Antonio.

## Regina
Verso il 14 a.C., Pitodorida sposò, come sua seconda moglie, Polemone Pitodoro, re del Ponto, diventando così regina consorte di Ponto, Colchide e Bosforo Cimmerio. Polemone era rimasto precedentemente vedovo della prima moglie e non ebbe figli naturali, eccetto un figliastro.
Pitodorida e Polemone ebbero due figli e una figlia, che furono:
- Zenone, anche noto come Zeno-Artaxias o Artaxias III, che divenne re d'Armenia nel 18 d.C. e regnò fino alla sua morte (35 d.C.).
- Marco Antonio Polemone Pitodoro, anche noto come Polemone II del Ponto.
- Antonia Trifena, che sposò il re di Tracia Coti VIII.

Polemone morì nell'8 a.C. e Pitodorida divenne la sola regina del Ponto fino alla sua morte: riuscì di mantenere la Colchide, ma non il Bosforo Cimmerio, che fu ereditato dal figlio di prime nozze di Polemone, Tiberio Giulio Aspurgo.
Dopo la morte di Polemone sposò Archelao, re di Cappadocia, senza che dalla loro unione nascessero figli. Tramite queste nozze, divenne anche regina consorte di Cappadocia. Pitodorida si trasferì con i suoi figli dal Ponto alla Cappadocia per vivere con Archelao. Quando costui morì, nel 17 d.C., la Cappadocia divenne una provincia romana e lei se ne ritornò dalla sua famiglia nel Ponto.
Negli anni successivi Polemone II assistette sua madre nell'amministrazione del regno e, quando lei morì, le successe al trono.
Pitodorida era un'amica e contemporanea del geografo greco Strabone, il quale si dice la descrivesse come una donna di carattere virtuoso, con grande capacità negli affari e inoltre pensava che sotto il suo governo il Ponto avesse prosperato.